# 自治州 (俄罗斯)

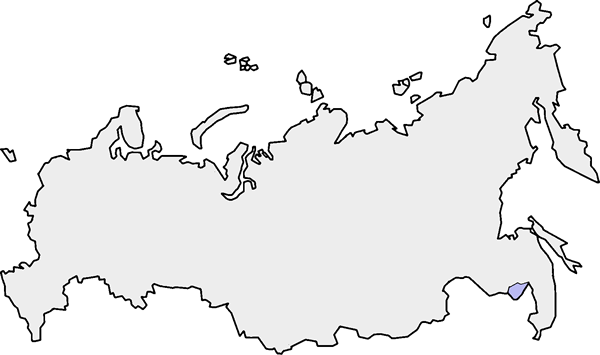
俄罗斯自治州（犹太自治州，图中右下方）

自治州（俄语：Автономная область）是俄羅斯的一种聯邦主體。目前，俄罗斯只有一个自治州，即犹太自治州。但在苏联时期，俄罗斯境内有多个自治州，如烏德穆爾特自治州、戈爾諾－阿爾泰自治州。